# Cesarski praženec
Cesarski praženec ali šmorn (nemško Kaiserschmarrn (nemška izgovarjava: [ˈkaɪ̯zɐˌʃmaʁn] ()) ali Kaiserschmarren (nemško: [ˈkaɪ̯zɐˌʃmaʁən] ())) je rahlo sladkana palačinka, ki je dobila ime po avstrijskem cesarju Francu Jožefu I., ki je imel rad te puhaste, drobljene palačinke. Vsebuje tudi rozine ali suhe brusnice, postreže se kot sladica ali kot lahka malica skupaj z jabolčno čežano.
Cesarski praženec je priljubljena jed ali sladica v Avstriji, na Bavarskem in v številnih delih nekdanje Avstro-Ogrske, npr. v Sloveniji, na Madžarskem, na Češkem in na severu Hrvaške, kjer se ime običajno uporablja kot izposojenka ali njen prevod. Njegovo madžarsko ime je "császármorzsa" ali "smarni"; njegovo češko ime je "(císařský) trhanec" ali "kajzršmorn". V slovaščini se imenuje "cisársky trhanec".

## Etimologija
Ime Kaiserschmarren je sestavljenka iz besed Kaiser (cesar) in Schmarren (mešana ali drobljena jed). Schmarren je tudi pogovorni izraz, ki se v avstrijskem in bavarskem jeziku uporablja v pomenu malenkost, mešanica, zmešnjave, smeti ali nesmisel. Beseda "Schmarren" je lahko povezana s scharren (strgati) in schmieren (razmazati [glej schmear]).

## Opis
Cesarski praženec je lahka, karamelizirana palačinka, pripravljena iz sladkega testa z moko, jajci, sladkorjem, soljo in mlekom, ocvrtemu na maslu. Cesarski praženec lahko pripravimo na različne načine. Pri pripravi cesarskega praženca beljake običajno ločimo od rumenjakov in jih stepemo v trd sneg; nato moko in rumenjake zmešamo s sladkorjem in dodamo ostale sestavine, med drugim: oreške, češnje, slive, jabolčno marmelado ali majhne koščke jabolk ali karamelizirane rozine in narezane mandlje. Slednje sestavine (oreščki, češnje, slive, jabolčna marmelada ali drobni koščki jabolka ali karamelizirane rozine in sesekljani mandlji) niso del izvirnega recepta, ampak dodatki kuharjev po lastnih željah. Originalni recept vključuje samo rozine, namočene v rum.
Palačinko med cvrtjem raztrgamo z dvema vilicama in običajno potresemo s sladkorjem v prahu, nato pa vroče postrežemo z jabolčno ali slivovo čežano ali različnimi sadnimi kompoti, vključno s slivovim, brusničnim, jagodnim ali jabolčnim. Cesarski praženec jemo kot sladico, lahko pa ga jemo tudi za kosilo v turističnih krajih, kot nasiten obrok v gorskih restavracijah in gostilnah v avstrijskih Alpah.
Cesarski praženec tradicionalno spremlja Zwetschgenröster, sadni kompot iz sliv.

## Sorte
Tako kot tesno povezana jed žganci; šmorn, ki izhaja iz preproste, a krepke kuhinje alpskih regij, obstajajo različne različice, kot so šmorn s krompirjem, šmorn z jabolki ali šmorn s češnjami, običajno pripravljene na odprtem ognjišču, tako imenovani kuhinji za dimljenje. Cesarski praženec je preprosto bolj prefinjena in bogatejša različica tega nekdanjega osnovnega živila, ki je včasih sestavljeno le iz moke in svinjske masti.

## Zgodovina
Na splošno velja, da je bila jed prvič pripravljena za avstrijskega cesarja Franca Jožefa I. (1830–1916). Obstaja več zgodb. Ena od apokrifnih zgodb govori o cesarju in njegovi ženi, Elizabeti Bavarski, iz rodbine Wittelsbach. Cesarica Elizabeta, ki je bila obsedena z ohranjanjem minimalnega obsega pasu, je kraljevemu kuharju naročila, naj zanjo pripravlja samo lahke sladice, kar je njenega strogega moža zelo presenetilo in razjezilo. Ko je dobila kuharjevo slaščico, se ji je zdela preveč bogata in je ni hotela pojesti. Ogorčeni Franc Jožef se je pošalil: "Zdaj pa mi dovoli da vidim, kakšen 'šmaren' je skuhal naš kuhar." Očitno se je z njo strinjal, saj je pojedel svojo in celo ženino porcijo.
Druga priljubljena zgodba pravi, da je bila njegova žena slaba kuharica in ni bila spretna v obračanju palačinke. Odločila se je, da bo izkoristila svoje prednosti in namesto tega palačinke razrezala na koščke in jih cesarju redno postregla z marmelado. On jih je imel rad z marmelado. To je bila njegova najljubša sladica.